# Stefflon Don
Stephanie Victoria Allen (Birmingham, 14 december 1991), beter bekend onder haar artiestennaam Stefflon Don, is een Britse rapper en zangeres uit Hackney, Londen.
Stefflon Don werd geboren in Birmingham, Engeland. Ze is van Jamaicaanse afkomst, en heeft zes broers en zussen. Toen ze vier jaar oud was, verhuisde haar familie naar Rotterdam, maar op veertienjarige leeftijd keerde ze terug naar Groot-Brittannië om een studie te volgen in Londen. Voordat ze als zangeres geld verdiende werkte ze als taart-decorateur en kapper.
In 2016 bracht Stefflon Don in samenwerking met rapper Cho en muziekproducent Spanker het nummer Popalik uit, dit leverde hen een gouden plaat op en tevens werd dit nummer genomineerd voor de Britse Urban Music Awards. Tevens bracht ze in 2016 haar debuut mixtape Real Ting uit, gevolgd door de mixtape Secure, in 2018. Ze is bij het grote publiek voornamelijk bekend door haar single "Hurtin 'Me" uit 2017 in samenwerking met de Amerikaanse rapper French Montana. Dit nummer piekte op nummer 7 in de UK Singles Chart. Stefflon en Cho werkten in 2021 nogmaals samen op Original.

## Prijzen
- Beste zangeres in 2017 MOBO Awards.[5] (Music of Black Origin)
- Stefflon was genomineerd voor de BET Awards 2018 in de categorie "Best International Act".[6]

- Gemeinsame Normdatei: 1166065545
- International Standard Name Identifier: 0000 0004 6662 5484
- Library of Congress Control Number: no2017103413
- MusicBrainz: c5a73e97-82ff-4b97-a9f7-49b1f799cb87
- Virtual International Authority File: 29150262807005721959
- WorldCat: E39PBJkXvPqGjBDcR6krdR6Frq